# Germán Martínez Díaz
Germán Martínez Díaz, (Málaga, 29 de junio de 1998) es un jugador de baloncesto español que forma parte de la plantilla de Grupo Alega Cantabria de la Liga LEB Oro. Con 1.89 metros de estatura, juega en la posición de base. 

## Trayectoria
Formado en las categorías de base del CB Granada, en la temporada 2014-15 debutó en Liga EBA con apenas 16 años.
En la temporada 2016-17 jugó 14 partidos con el Covirán Granada y en la temporada 2017-18 pasó a formar parte del primer equipo, con el que disputó los 31 partidos que necesitó su equipo para conseguir el ascenso a LEB Oro y ser campeón de la Copa LEB Plata.
En la temporada 2018-19 se marcha cedido al Club Baloncesto Plasencia de Liga LEB Plata.
En la temporada 2019-20, jugaría también cedido en el Club Baloncesto Villarrobledo de Liga LEB Plata. En el conjunto manchego jugaría 25 encuentros, con una media de más de 26 minutos, en los que promedia 7’9 puntos (64’4% de aciertos en lanzamientos de dos puntos y 41’9% en triples), 3’3 rebotes, 2’4 asistencias y 7’6 de valoración.
En verano de 2020, regresa al Fundación Club Baloncesto Granada para afianzar en Liga LEB Oro.
El 15 de julio de 2022, firma por el Palencia Baloncesto de la Liga LEB Oro, cedido por el Fundación Club Baloncesto Granada.
El 11 de julio de 2024, firma por el Grupo Alega Cantabria de la Liga LEB Oro.

## Palmarés
- 1 Copa LEB Plata (2016-17).
- 1 Copa LEB Oro (2021-22). Ascenso directo ACB
- 1 Copa Princesa LEB Oro (2022-2023).
- Campeón F4. Ascenso ACB (2022-2023)